# エーリク3世 (デンマーク王)

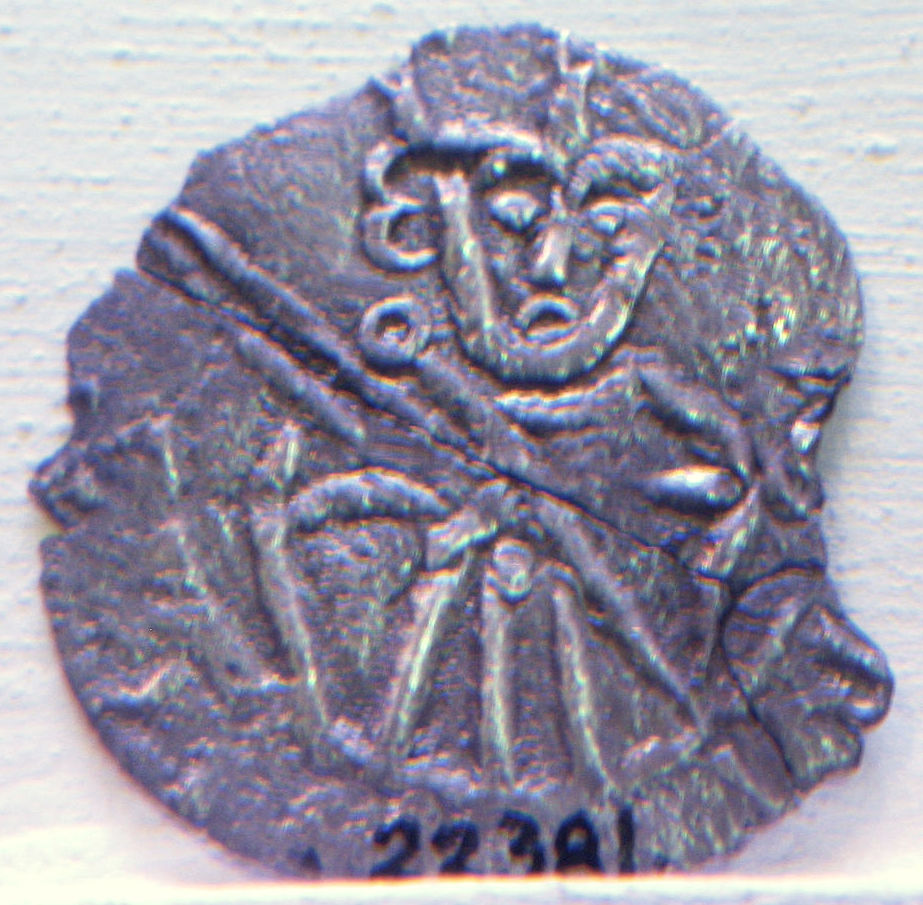
エーリク3世のコイン

エーリク3世ラム（デンマーク語：Erik 3. Lam, 1120年ごろ - 1146年8月27日）は、デンマーク王（在位：1137年 - 1146年）。エーリク1世の孫、エーリク2世の甥で、エーリク2世の跡を継いでデンマーク王となった。彼は1146年に退位し、2024年にマルグレーテ2世が退位するまでは、自発的に退位した唯一のデンマーク君主であった。エーリク3世の退位の後、スヴェン3世、クヌーズ5世、ヴァルデマー1世の間で内戦の期間を迎えた。

## 生涯
エーリク3世はフュン島で生まれた。母ラグンヒルはデンマーク王エーリク1世の娘、父ヘーコン・スンニヴァッソンはノルウェー王・デンマーク王マグヌス1世の曾孫にあたる。エーリクは1134年のフォテビクの戦いにおいて伯父エーリク2世のために戦い、1137年にエーリク2世が死去した後に王位を継承した。デンマーク王としてのエーリク3世についてはあまり知られていない。同時代の年代記作者は、この王の性格に関して意見が分かれており、エーリク3世は消極的で決断力のない男であったとも、熱心で勇敢な戦士であったともしている。
エーリク3世は、オーロフ2世と呼ばれることもある従兄弟オーロフ・ハラルドセンと王位を争わなければならなかった。オーロフは1139年にスコーネに拠点を築き、エーリク3世が1141年にヘルシンボリの近くでオーロフを倒して殺害するまで、その地から王位をうかがった。内戦中、ヴェンド人はデンマークの海岸と海峡を襲撃したが、デンマークの抵抗はほとんどなかった。エーリク3世はノルウェー内戦においてマグヌス4世盲目王とシグル・スレンベを支援した。エーリク3世は教会、特にオーデンセのサンクト・クヌーズ修道院を強化するために動き、ロスキレ司教エスキルと親密な関係を築いた。
1143年、エーリク3世はノルトマルク辺境伯ルドルフ1世の娘ルイトガルト・フォン・ザルツヴェーデルと結婚した。
1146年、エーリク3世は理由は不明であるが自ら退位した。これは2024年1月にマルグレーテ2世がフレデリック皇太子に譲位するまでは、デンマーク王が自ら退位した歴史上唯一の例であった。エーリク3世はサンクト・クヌーズ修道院に入り、そこで1146年8月27日に死去し同修道院に埋葬された。エーリク3世の退位は、自ら統治できないことに気づいたか、最終的にエーリク3世の死因となった病気のいずれかによるものと考えられている。
エーリク3世のあだ名である「ラム」は子羊の意である。これは、エーリク3世が敬虔であったため神の子羊の意で用いられたか、エーリク3世の穏やかで寛大な性格、あるいは無力で寛大な王であったことを示していると考えられている。エーリク3世がルイトガルト・フォン・ザルツヴェーデルと結婚したことは、デンマークにおけるドイツの影響が増大していたことを示している。エーリク3世とルイトガルトの間に子供は生まれなかったが、エーリク3世はマグヌスという庶子をもうけた。エーリク3世の死後、ルイトガルトはヴィンツェンブルク伯ヘルマン2世と結婚した。